# Walenty Winkler
Walenty Winkler (ur. 3 lutego 1825, zm. 3 lutego 1888 w Świętochłowicach-Chropaczowie) – pisarz, jeden z najstarszych poetów górnośląskich.
Winkler z zawodu był górnikiem. Brak szczegółowszych informacji o Winklerze przypisuje się temu, że w przeciwieństwie do innych śląskich pisarzy ludowych tego czasu nie brał udziału w polskim życiu kulturalno-oświatowym, które wówczas zaczynało się w Chropaczowie i pobliskich Lipinach rozwijać.   
Przyjaźnił się ze śląskim działaczem i literatem Juliuszem Ligoniem, z którym wchodził w literackie szranki na łamach prasy. Zaliczany jest do najwcześniejszych i najciekawszych pisarzy ludowych na Śląsku. Plon pisarski Winklera zamyka się w dwudziestu kilku wierszach, jest gatunkowo zróżnicowany. 
Tworzył w latach 1882–1886, w okresie kulturkampfu; swe utwory publikował w tygodnikach śląskich. W swoich wierszach przeciwstawia się polityce pruskiej i jej społecznym skutkom (wiersze „Na czasie”, „Powaga pijaka”), ukazuje niedolę biednych („Dawniej a dziś”), piętnuje obłudę, egoizm, dewocję („Faryzeusze nowozakonni”).  
Jadwiga Kucianka, która twórczość Winklera odkryła, zebrała i przybliżyła współczesnym, pisała o stronie formalnej jego wierszy: po mistrzowsku stosuje pewne określone konwencje artystyczne, wywodzące się z literatury staropolskiej, o czym mówi budowa strofek, obrazowanie i archaiczny język. Przestrzega skrupulatnie układu stroficznego, dba o jednolitość rymu w ramach jednego utworu, prowadzi równy niezmącony rytm.